# Carex anningensis
Carex anningensis är en halvgräsart som beskrevs av Fa Tsuan Wang, Tang och Pei Chun Qiong Li. Carex anningensis ingår i släktet starrar, och familjen halvgräs. Inga underarter finns listade i Catalogue of Life.